# Charles Eubanks
Charles Andrew Eubanks III (* 26. Juli 1948 in Detroit; † 2. Juni 2022) war ein US-amerikanischer Jazzpianist.

## Leben und Wirken
Eubanks stammt aus einer Musikerfamilie; seine Cousins sind die Jazzmusiker Robin, Duane und Kevin Eubanks. Seine Mutter war Perry Lee Eubanks (1925–1982); sein Vater (* 1923) war Jazztrompeter und Bandleader. Er besuchte die Cass Technical High School in Detroit und hatte Unterricht bei einer Konzertpianistin und bei Arthur Labrew vom Detroit Symphony Orchestra.
Schon früh hatte ihn sein Vater für Jazzmusik begeistert; mit elf Jahren spielte er zunächst Saxophon, dann Piano in der Band The Soul Messengers, dann bei The Six Lads, die von Harold McKinney geleitet wurde. Die Gruppe spielte Arrangements der Musik von Horace Silver und Art Blakey. Von 1963 bis 1968 arbeitete er als Studiomusiker bei Motown Records, 1967–1971 als Begleiter von Tanzensembles an der Wayne State University und 1971–1972 als Musikpädagoge bei Project Music in Detroit. 1972 entstanden erste Aufnahmen mit Wendell Harrison (An Evening with the Devil).
In den 1970er-Jahren zog Eubanks nach New York City. Dort spielte er u. a. im Quintett von Bobby Hutcherson und Harold Land, ferner mit Butch Morris, Rashied Ali, Dewey Redman (The Struggle Continues; ECM, 1982), Kenny Clarke (mit dem er in Afrika tourte), Woody Shaw, Art Blakey & The Jazz Messengers, in Frank Fosters Big Band, mit Pharoah Sanders, Oliver Lake, Max Roach, Archie Shepp, David Fathead Newman, Sonny Fortune, Pony Poindexter, James Blood Ulmer und in David Murrays Big Band; außerdem spielte er als Solist in New Yorker Nachtclubs.
1983 erhielt er ein Stipendium des National Endowment for the Arts; 1986 trat er in der Konzertreihe Meet The Composer in der New Yorker Public Library auf. Zwischen 1986 und 1991 war er als musikalischer Leiter der Parkverwaltung der City of New York tätig. Im Bereich des Jazz war er zwischen 1972 und 2003 an 20 Aufnahmesessions beteiligt. In den 2000er-Jahren legte er zwei Piano-Solo-Alben vor, die positive Resonanz in der Fachpresse erfuhren. Eubanks starb Mitte 2022 im Alter von 73 Jahren.

## Diskographische Hinweise
- New Beginnings (CIMP, 2001)
- Birds of Baghdad (CIMP, 2003) solo